# Mark Eyskens
Mark Maria Frans Eyskens (Leuven, 1933. április 29. –) belga politikus, államférfi, Belgium miniszterelnöke 1981. április 6. és 1981. december 17. között, illetve 1976 és 1992 között összesen 13 kormány minisztere. 1992 óta a CD&V képviseletében Flamand-Brabant tartományi tanácsának elnöke.

## Élete
Eyskens apja, Gaston Eyskens szintén politikus volt, és összesen három alkalommal volt Belgium miniszterelnöke. A második világháború idején anyjával és testvérével a belga tengerpartra menekült a német Stukák bombázásai elől, apja Brüsszelben maradt. Amikor nyilvánvalóvá vált, hogy a német előrenyomulást nem lehet feltartóztatni, az egész család Franciaországban keresett menedéket. Belgium megszállása alatt a család visszatért és id. Eyskens a Leuveni Katolikus Egyetemen tanított.
Mark a második világháború befejezése után kezdte középiskolai tanulmányait, 1953-ban filozófia szakon kapott diplomát, majd 1956-ban kapta summa cum laude jogi diplomáját a leuveni egyetemtől. 1957-ben a New York-i Columbia University-n közgazdasági diplomát szerzett, és 1962-ben a közgazdaságtudomány doktorává avatták Leuven-ben.
Oktatási pályáját 1961-ben kezdte, a leuveni egyetem közgazdaságtudományi tanszékén volt asszisztens és előadó, majd 1965-ben professzorként a közgazdaságtudományi, a mikroökonómiai és közszféra finanszírozásával kapcsolatos tanulmányok felelőse lett.
1971-1976 között az egyetemi tanács elnöke: ebben az időszakban vált ketté az egyetem és jött létre a flamand tannyelvű  Katholieke Universiteit Leuven, illetve a francia tannyelvű Université Catholique de Louvain . A továbbiakban is számos tudományos posztot töltött be, többek között a Római Klub belga küldöttségének tagja, a belga tudományos, irodalmi és szépművészeti akadémia tagja 1987-től, majd elnöke 2003-2004-ben, az Academia Europaea tagja, az Európai Kulturális Központ elnöke, a jeruzsálemi Héber Egyetem támogató szervezetének felügyelőbizottsági tagja, stb. 1997 óta a Competitiveness Advisory Group (CAG) tagjaként az Európai Bizottság tanácsadója.
Politikai pályafutása 1962-ben kezdődött, amikor Andre Dequae pénzügyminiszter tanácsadója lett. 1976-ban Leo Tindemans kormányában kapott először miniszteri tisztséget, és 1993-ig összesen 13 belga kormány tagja volt, többek között pénzügyminiszterként és külügyminiszterként.
Elődje, Wilfried Martens 1981. március 31-én mondott le és Mark Eyskens április 6-án lett Belgium miniszterelnöke egy kereszténydemokrata-szocialista koalíciós kormány élén. Szeptember 21-énazonban a vallon acélipar finanszírozása körül kialakult vita miatt a kormány lemondani kényszerült, és a november 8-ra kiírt választások eredményeként december 17-én Eyskens utóda Wilfried Martens lett. Az Eyskens-kormány egyik intézkedése révén ezen a választáson szavazhattak először a 18-21 közötti fiatalok.
1977 és 1995 közötti a Leuven (arrondissement)leuveni körzet parlamenti képviselője, 1992 óta az Európa Tanács, illetve a Nyugat-Európai Unió közgyűlésének tagja. 1992-ben visszatért a tanításhoz is, a leuveni egyetemen a közgazdaságtudományok professzora lett, egészen 1998-as nyugdíjazásáig. 1998. november 18-án államminiszterré nevezték ki.

## Érdekesség
2005-ben szerepelt a "legnagyobb belga" televíziós szavazáson, de csak a 232. helyet kapta az elődöntő után, és nem került be a döntőbe. 2007-ben indult egy televíziós kvízversenyen, majd miután kiesett, ezt nyilatkozta: "Még mindig nagy hiányosságok vannak az ismereteimben", és ennek érdekében tanulni fog, illetve a Google-t használja és a Wikipédiát olvasgatja.